# Osvaldo Vieira
Osvaldo Máximo Vieira né en 1938 et mort le 31 mars 1974 à Koundara, Guinée, était un bissaoguinéen, un combattant du parti africain pour l'indépendance de la Guinée et du Cap-Vert (PAIGC) et inspecteur général des FARP.

## Biographie
En janvier 1961, il part pour l'Académie militaire de Nankin, en Chine, devenant plus tard l'un des principaux commandants de la guérilla en Guinée-Bissau. En 1964, il retourne en Chine pour poursuivre sa formation militaire, prenant le contrôle du front nord à son retour en Guinée-Bissau. Il a établi sa base opérationnelle à Morés, dans les forêts d'Oio, qui pendant des siècles avait été un centre notable de résistance contre la domination portugaise. Avec le commissaire politique Francisco "Tchico Te" Mendes, et de jeunes commandants de terrain tels qu'António N'Bana et Inocêncio Kani, l'assassin d'Amílcar Cabral, Osvaldo a lancé avec succès une série d'opérations contre les forces coloniales portugaises en 1965 et 1966, élargissant considérablement les zones libérées de la domination coloniale. Avec la mort de Domingos Ramos (pt) en novembre 1966, Osvaldo Vieira prend le commandement du front de l'Est, aidé de Pedro Pires, tous deux membres du conseil de guerre nouvellement créé, composé de huit membres, dont Amílcar Cabral, Aristides Pereira, Luís Cabral, Francisco Mendes et João Bernardo Vieira.

## Mort

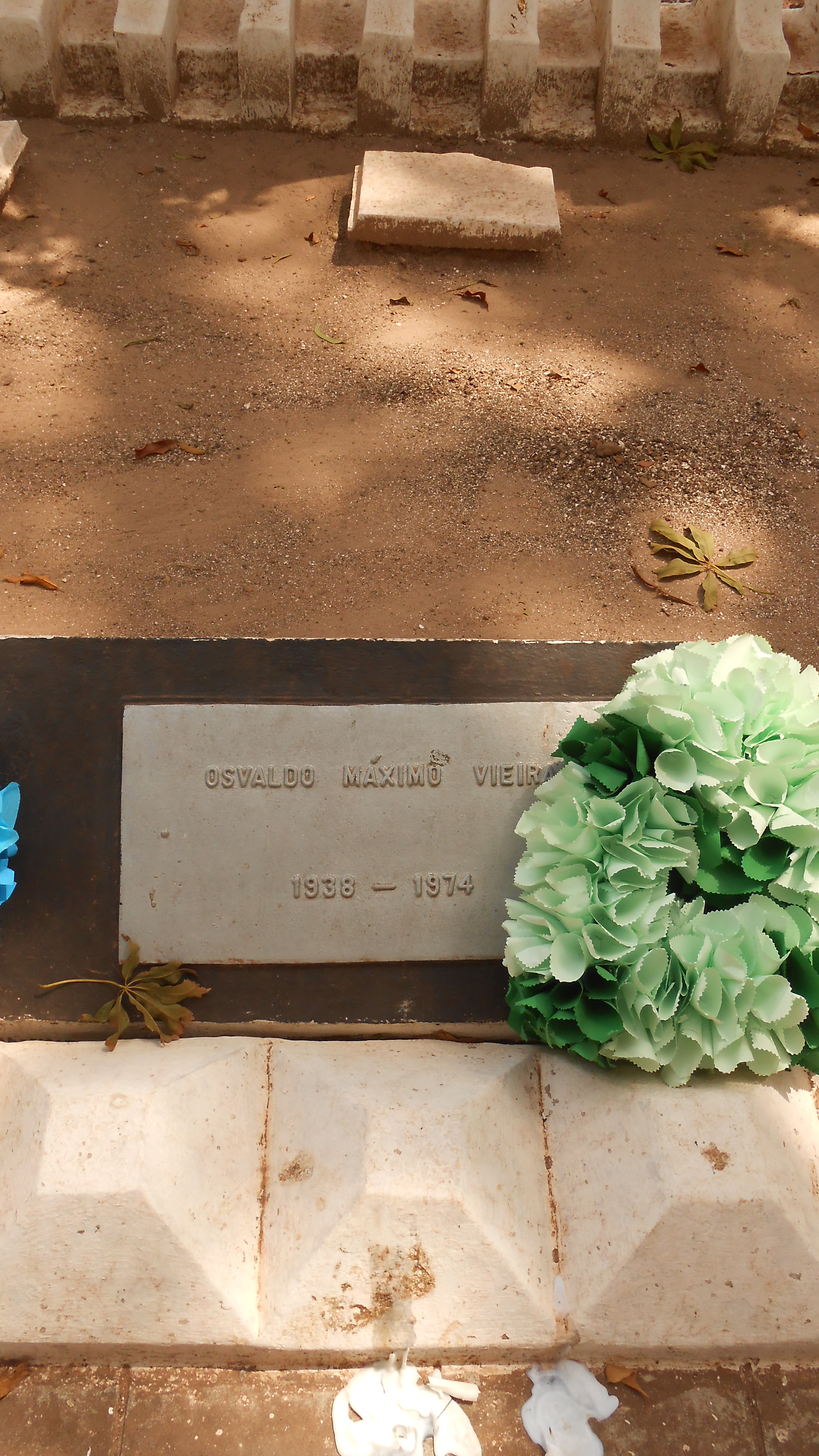
Tombe d'Osvaldo Vieira au Mémorial des Héros de la Patrie

Osvaldo est décédé le 31 mars 1974 à l'hôpital du PAIGC de Koundara, en république de Guinée, apparemment à la suite d'une intervention chirurgicale liée à une maladie,.
Il est enterré au Mémorial aux Héros de la Patrie, dans la Forteresse de São José da Amura (pt), à Bissau.

## Héritage
Osvaldo Vieira a été honoré de l'attribution de son nom à l'aéroport international de Bissau, à Bissalanca, aujourd'hui aéroport international Osvaldo Vieira. Une école de Morés porte également son nom.

La rue Osvaldo Lopes, à Bissau, rend hommage à sa mémoire.